# Outsiders (Fernsehserie)
Outsiders ist eine US-amerikanische Fernsehserie. Die erste Staffel umfasste 13 Folgen und wurde ab dem 26. Januar 2016 beim Sender WGN America ausgestrahlt. Am 11. März 2016 wurde die Serie um eine zweite Staffel verlängert, die erneut 13 Folgen umfasst. Die Ausstrahlung dieser begann am 24. Januar 2017. Am 14. April 2017 gab der ausstrahlende Sender bekannt, keine weiteren Folgen der Serie zu bestellen, womit die Serie mit dem Finale der zweiten Staffel endet. Grund dafür ist der Verkauf der Muttergesellschaft des Senders an einen neuen Eigner, dem die Kosten der Serien zu hoch sind, weshalb neben Outsiders auch Underground eingestellt wurde.
Im deutschsprachigen Raum soll die Serie ab 28. Februar 2019 beim Bezahlsender AXN zu sehen sein.

## Handlung
Der Farrell-Clan lebt seit Jahren ein Einsiedler-Dasein in den Appalachen im US-Bundesstaat Kentucky. Die Serie setzt sich dabei hauptsächlich mit dem Umgang der Familie mit ihrer Außenwelt auseinander, nachdem ein nationales Kohle-Unternehmen den Berg übernehmen will, um dessen Bodenschätze auszubeuten.

## Besetzung
Die Synchronisation der Serie wurde bei der VSI Synchron unter der Dialogregie von Christoph Seeger erstellt.
| Rolle                             | Darsteller        | Synchronsprecher  |
| --------------------------------- | ----------------- | ----------------- |
| „Big Foster“ Farrell              | David Morse       | Kaspar Eichel     |
| Asa Farrell                       | Joe Anderson      | Tobias Nath       |
| G’Winveer „G'Win“ Farrell         | Gillian Alexy     | Marieke Oeffinger |
| „Lil Foster“ Farrell VII          | Ryan Hurst        |                   |
| Hasil Farrell                     | Kyle Gallner      | Dirk Stollberg    |
| Sally-Ann                         | Christina Jackson |                   |
| Deputy Sheriff Wade Houghton, Jr. | Thomas M. Wright  | Gerrit Hamann     |

| Rolle            | Darsteller         | Synchronsprecher |
| ---------------- | ------------------ | ---------------- |
| Lady Ray Farrell | Phyllis Somerville | Luise Lunow      |
| Ned Osborn       | Jason McCune       |                  |
| Haylie Grimes    | Francie Swift      |                  |